# Буллард (Техас)
Буллард (англ. Bullard) — місто (англ. town) в США, в округах Черокі і Сміт штату Техас. Населення — 3318 осіб (2020).

## Географія
Буллард розташований за координатами 32°8′39″ пн. ш. 95°19′15″ зх. д. / 32.14417° пн. ш. 95.32083° зх. д. (32.144297, -95.320843).  За даними Бюро перепису населення США в 2010 році місто мало площу 8,74 км², з яких 8,71 км² — суходіл та 0,03 км² — водойми.

## Демографія
Згідно з переписом 2010 року, у місті мешкали 2463 особи в 846 домогосподарствах у складі 666 родин. Густота населення становила 282 особи/км².  Було 901 помешкання (103/км²).
Расовий склад населення:
| - 90,6 % — білих - 3,2 % — чорних або афроамериканців - 1,1 % — корінних американців - 0,5 % — азіатів - 3,4 % — осіб інших рас |

До двох чи більше рас належало 1,2 %. Частка іспаномовних становила 7,4 % від усіх жителів.
За віковим діапазоном населення розподілялося таким чином: 34,0 % — особи молодші 18 років, 57,3 % — особи у віці 18—64 років, 8,7 % — особи у віці 65 років та старші. Медіана віку мешканця становила 33,6 року. На 100 осіб жіночої статі у місті припадало 90,9 чоловіків;  на 100 жінок у віці від 18 років та старших — 84,4 чоловіків також старших 18 років.
Середній дохід на одне домашнє господарство  становив 74 675 доларів США (медіана — 63 177), а середній дохід на одну сім'ю — 91 739 доларів (медіана — 81 750). Медіана доходів становила 58 897 доларів для чоловіків та 45 208 доларів для жінок. За межею бідності перебувало 4,6 % осіб, у тому числі 2,6 % дітей у віці до 18 років та 11,0 % осіб у віці 65 років та старших.
Цивільне працевлаштоване населення становило 1198 осіб. Основні галузі зайнятості: освіта, охорона здоров'я та соціальна допомога — 26,8 %, роздрібна торгівля — 18,0 %, будівництво — 9,3 %, публічна адміністрація — 7,3 %.